# 473
473 (CDLXXIII) var ett normalår som började en måndag i den julianska kalendern.

## Händelser

### Okänt datum
- Glycerius utropas till västromersk kejsare.
- Gundobad blir kung över burgunderna.

## Födda
- Sankt Millán, iberiskt helgon.
- Xiao Zhaoye, kinesisk kejsare.

## Avlidna
- Gundioc, burgundisk kung.